# Ельский, Казимир
Кази́мир Е́льский (пол. Kazimierz Jelski, лит. Kazimieras Jelskis; 1782, Эйсманты под Гродно — 1867, Вильно) — скульптор, архитектор и художник; воспитанник Виленского университета и его профессор; представитель классицизма; сын художника и скульптора Кароля Ельского.

## Биография
Учился сначала у отца. В 1801—1808 (или в 1800—1809) годах обучался в Главной виленской школе, в 1803 году преобразованном в императорский Виленский университет — живописи у Франциска Смуглевича и Яна Рустема, архитектуре у Михала Шульца, скульптуре у Андре ле Брюна (André Le Brun), придворного скульптора короля Станислава Августа, в 1803 году занявшего вновь образованную кафедру скульптуры в Виленском университете.
В 1809 году получил степень кандидата искусства, в 1810 — степень магистра искусства. В 1809 или 1810 году совершенствовался в императорской Академии художеств в Санкт-Петербурге.
С 1811 года преподавал скульптуру, в должности адъюнкта (с 1822 года), затем профессора (с 1829 года). Создал бюсты профессоров для нового зала университетской библиотеки, работал над различными элементами декора для зданий университета.
Основал кабинет скульптуры в Виленском университете. Написал труд о связи архитектуры, скульптуры и живописи (O związku architektury, skulptury i malarstwa, Вильно, 1822) — первую работу такого рода на польском языке. С упразднением кафедры скульптуры с 1826 года был хранителем кабинета скульптуры (до упразднения университета в 1832 году).

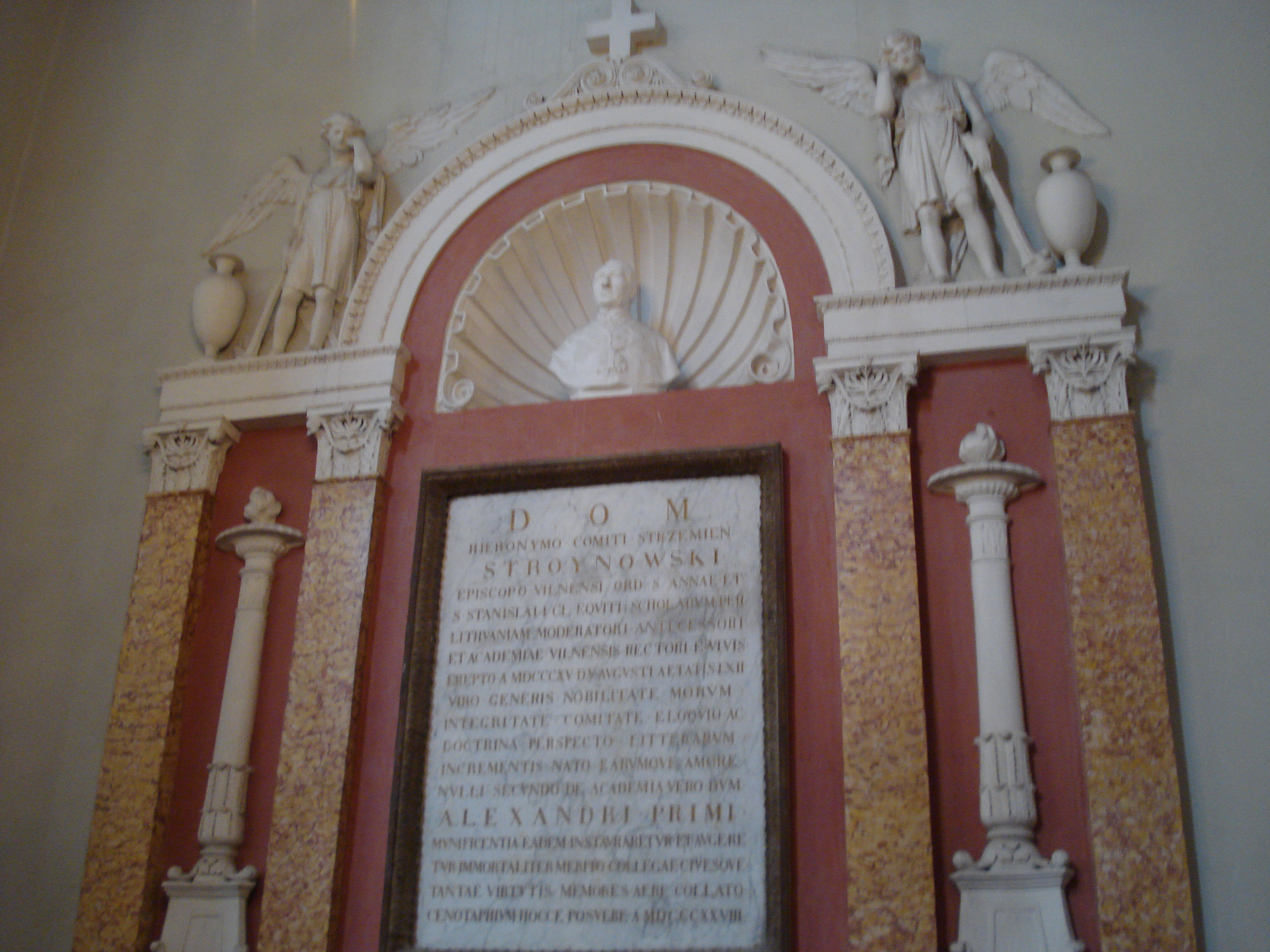
Бюст Стройновского в костёле Святых Иоаннов (1828)

## Творчество
В 1826—1832 годах работал над декором университетских зданий. Автор рельефных композиций, изображающих учреждение Виленского университета в 1803 году, заключение Парижского мира в 1813 году. Создал множество преимущественно камерных и декоративных скульптурных произведений — бюсты профессоров университета, виленских вельмож, государственных деятелей (Людвиг Генрих Боянус, Франциск Смуглевич, Адам Белькевич, Иоахим Хрептович, Адам Чарторыский, Юзеф Понятовский), рельефные композиции, медальоны (Юстин Гребницкий, Ян Снядецкий). Ельскому принадлежат лепные украшения и бюсты профессоров колонного зала университета (1818). Помимо того, автор парковых скульптур, надгробных памятников (Яна Непомуцена Коссаковского (около 1810) и Томаша Вавжецкого (около 1820) в кафедральном соборе, Михала Рёмера и его жены Р. Рёмеровой в родовой часовне приходского костёла в Новых Троках), четырёх скульптур пророков центрального алтаря в костёле Святых Петра и Павла (1804), фигур святых в костёле миссионеров в Краславе (1807), барельефа «Христос проповедует народам» в тимпане евангелико-реформатского храма в Вильне и других произведений интерьерной и экстерьерной пластики.
В 1837 году реставрировал каунасскую Ратушу, в 1839 году — лепные украшения Пажайсляйского монастыря.